# Joko Widodo
Joko Widodo, noto anche come Jokowi, (Surakarta, 21 giugno 1961) è un politico indonesiano, presidente dell'Indonesia dal 2014 al 2024.

## Biografia

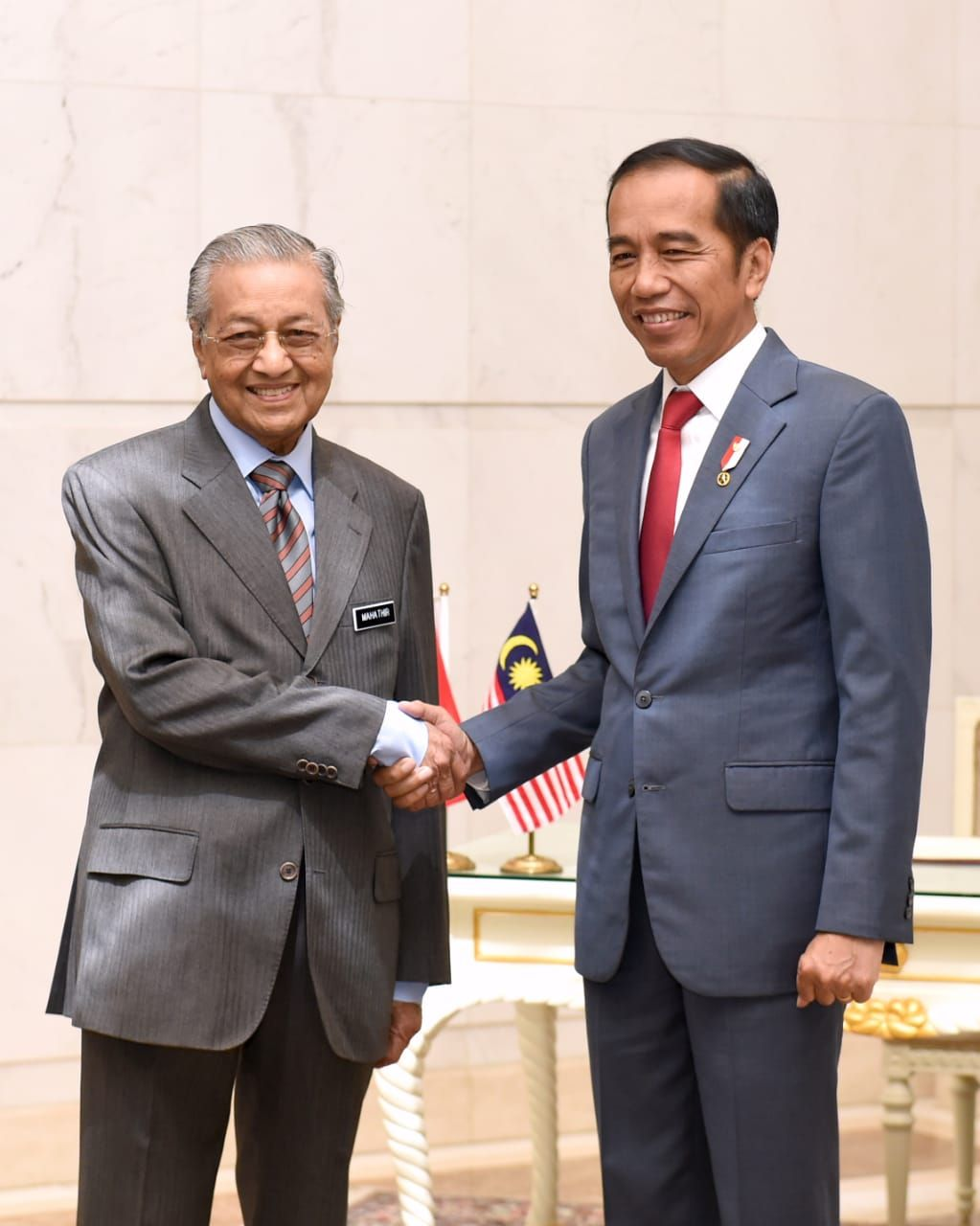
Jokowi con Mahathir Mohamad, 2019

Di origine giavanese e, prima di cambiare il suo nome (decisione non insolita a Giava), all'anagrafe "Jokowi Mulyono", il padre di Joko Widodo era di Karanganyar, mentre i suoi nonni provenivano da un villaggio a Boyolali. La sua educazione iniziò alla Scuola Primaria Statale 111, a Tirtoyoso. All'età di dodici anni iniziò a lavorare nel laboratorio di mobili di suo padre. Gli sgomberi, vissuti per tre volte durante la sua infanzia, hanno influenzato il suo modo di pensare e la sua guida in seguito, come il sindaco di Surakarta, quando dovette affrontare il problema degli alloggi in città.
Dopo la scuola primaria proseguì i suoi studi alla scuola media SMP Negeri 1 Surakarta. Avrebbe voluto continuare la sua formazione nella scuola superiore SMA Negeri 1 Surakarta ma fallì l'esame di ammissione e si iscrisse alla scuola SMA Negeri 6 Surakarta. In seguito, si laureò presso la Facoltà di Scienze Forestali presso l'Università di Gadjah Mada, a Yogyakarta, nel 1985, per studiare e ricercare l'uso del compensato. Jokowi iniziò poi a lavorare presso un'impresa statale chiamata PT Kertas Kraft Aceh, ma si licenziò non molto tempo dopo a causa del suo disinteresse. Ha poi iniziato a lavorare nella fabbrica di mobili del nonno, prima di fondare una sua compagnia chiamata Rakabu, chiamata come il suo primo figlio.
Il buon prodotto della sua società raggiunse una fama di livello internazionale, in quanto cominciò ad esportare anche in Occidente. In particolare, fu in Francia che il suo prodotto fece il primo ingresso nel mercato europeo. Ciò avvicinò Widodo a un cliente di nome Bernard, che per primo gli diede il soprannome con cui è famoso: "Jokowi". Infine decise di diventare un politico, in modo da poter trasformare la sua città natale, Surakarta, dopo aver visto l'aspetto pulito delle città d'Europa, promuovendo nel contempo i suoi mobili.
Nel 2014 viene eletto presidente dell'Indonesia. A seguito delle elezioni del 2019 ottiene un secondo mandato. Nell'agosto 2019 ha annunciato il progetto di spostare la capitale amministrativa del Paese da Giacarta ad un'area di proprietà del governo di circa 180.000 ettari, coperta di foresta, vicino alle città di Balikpapan e Samarinda, tra i distretti di Penajam Paser e Kutai Kertanegara, nella provincia del Kalimantan Orientale, sull'isola del Borneo, in una nuova città chiamata Nusantara.